# Laurens Dassen
Laurens Dassen (Eindhoven, 19 ottobre 1985) è un politico olandese, membro di Volt Europa e presidente di Volt Paesi Bassi.

## Biografia
Dassen è nato nel 1985 a Eindhoven, ma è cresciuto ne piccolo comune di Knegsel. 
Nel 2011 Dassen si è laureato in amministrazione aziendale alla Università Radboud di Nimega e, l'anno dopo la sua laurea, è stato assunto all'istituto di credito ABN AMRO dove è stato coinvolto nella gestione del rischio e nella prevenzione del riciclaggio di denaro e del finanziamento del terrorismo. 
Nel febbraio del 2018 Dassen si è iscritto al partito politico Volt Europa ed è stato uno dei fondatori di Volt Paesi Bassi, diventandone tesoriere il 28 giugno 2018. Il 18 dicembre Dannes è stato eletto presidente di Volt Paesi Bassi, succedendo a Reinier van Lanschot.
Nel giugno del 2020, Dassen è stato scelto come capolista per le elezioni legislative olandesi dell'anno successivo, riuscendo a farsi eleggere e diventando capogruppo del gruppo parlamentare di Volt.
Nel 2023, in seguito alla caduta del governo Rutte IV e all'indizione delle elezioni anticipate, Dassen viene confermato dall'assemblea di Volt Paesi Bassi come capolista con il 98% dei consensi. Alle elezioni di ottobre viene rieletto in Parlamento, risultando il più votato della lista Volt